# Guvernul Ion I.C. Brătianu (7)
Guvernul Ion I.C. Brătianu a fost un consiliu de miniștri care a guvernat România în perioada 21 iunie - 24 noiembrie 1927.

## Componența

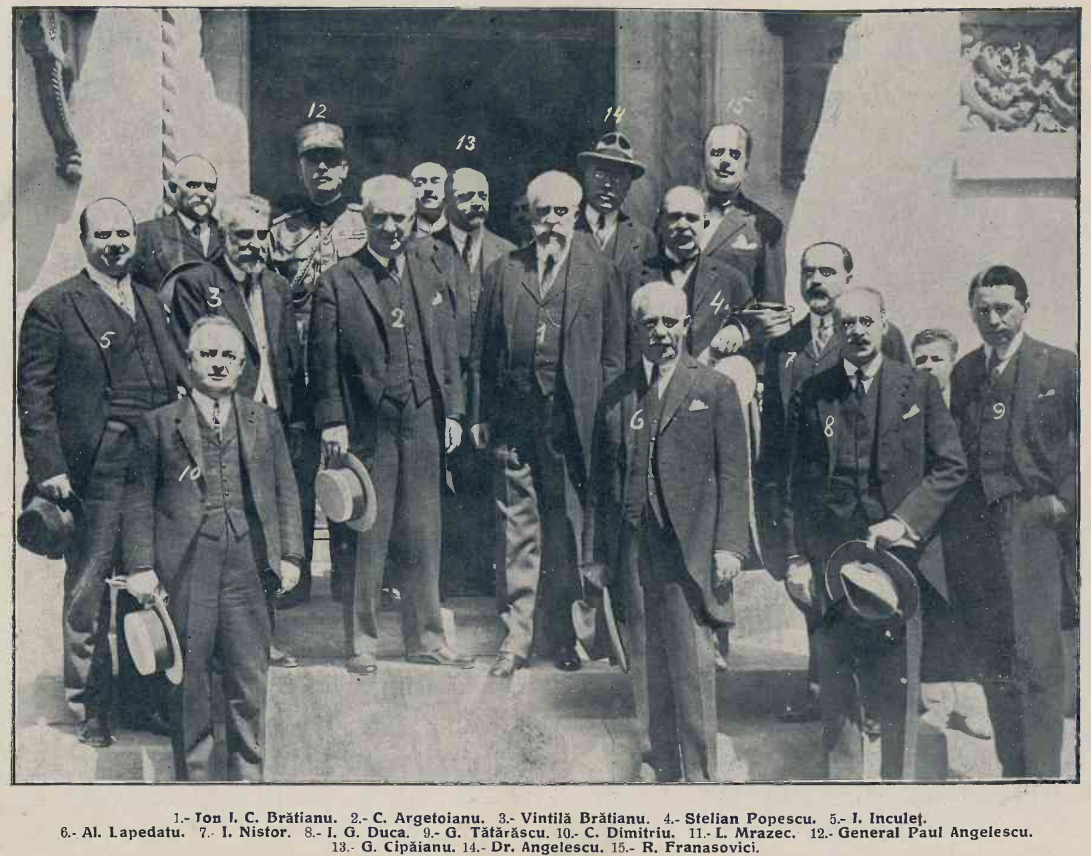
Guvernul condus de Ion I. C. Brătianu la investitură

- Președintele Consiliului de Miniștri

Ion I.C. Brătianu (21 iunie - 24 noiembrie 1927)
- Ministrul de interne

Ion Gh. Duca (22 iunie - 24 noiembrie 1927)
- Ministrul de externe

Ion I.C. Brătianu (22 iunie - 6 iulie 1927)
Nicolae Titulescu (6 iulie - 24 noiembrie 1927)
- Ministrul finanțelor

Vintilă I.C. Brătianu (22 iunie - 24 noiembrie 1927)
- Ministrul justiției

Stelian Popescu (22 iunie - 24 noiembrie 1927)
- Ministrul de război

General Paul Angelescu (22 iunie - 24 noiembrie 1927)
- Ministrul lucrărilor publice

Ion Nistor (22 iunie - 24 noiembrie 1927)
- Ministrul agriculturii și domeniilor

Constantin Argetoianu (22 iunie - 24 noiembrie 1927)
- Ministrul comunicațiilor

Constantin D. Dimitriu (22 iunie - 24 noiembrie 1927)
- Ministrul industriei și comerțului

Ludovic Mrazec (22 iunie - 24 noiembrie 1927)
- Ministrul instrucțiunii publice

Constantin Angelescu (22 iunie - 24 noiembrie 1927)
- Ministrul cultelor și artelor

Alexandru Lapedatu (22 iunie - 24 noiembrie 1927)
- Ministrul muncii, cooperației și asigurării sociale

Dr. Nicolae Lupu (22 iunie - 24 noiembrie 1927)
- Ministrul sănătății și ocrotirii sociale

Ion Inculeț (22 iunie - 24 noiembrie 1927)

## Sursa
- Stelian Neagoe - "Istoria guvernelor României de la începuturi - 1859 până în zilele noastre - 1995" (Ed. Machiavelli, București, 1995)

| Precedat(ă) de: Guvernul Barbu Știrbei | Guvernul Ion I.C. Brătianu (7) 21 iunie - 24 noiembrie 1927 | Succedat(ă) de: Guvernul Vintilă I.C. Brătianu |